# Sở Mục vương
Sở Mục vương (chữ Hán: 楚穆王, trị vì 625 TCN-614 TCN), tên thật là Hùng Thương (熊商) hay Mị Thương (羋商), là vị vua thứ 24 của nước Sở - chư hầu nhà Chu trong lịch sử Trung Quốc.

## Giành ngôi
Ông là con trưởng của Sở Thành vương, vốn được vua cha phong làm thái tử. Năm 627 TCN, Sở Thành vương yêu quý con thứ là công tử Chức. Thương Thần dò xét em Thành vương là Mị Giang biết vua cha muốn phế mình, bèn bàn mưu với Phàn Sùng đem quân đánh vào cung Sở Thành vương, ép cha mình phải tự tử, rồi tự lập làm vua, tức là Sở Mục vương. Ông phong cho Phan Sùng làm thái sư.

## Quan hệ với chư hầu
Năm 624 TCN, Sở Mục vương sai công tử Chu mang quân đánh nước Giang. Tấn Tương công sai Dương Xử Phủ cầm quân đi cứu nước Giang. Xương Xử Phủ tiến đến Phương Thành thì gặp quân công tử Chu nước Sở. Hai bên đều lui quân về.
Sang năm 623 TCN, Sở Mục vương lại đánh Giang. Nước Giang không có viện binh, cuối cùng không cứu được Mục vương diệt nước Giang. Vì Giang là đồng minh của nước Tần nên Tần Mục công bãi yến tiệc mấy ngày tỏ ý chia buồn.
Năm 622 TCN, Sở Mục vương lại đi đánh nước Lục (dòng dõi Cao Dao thời vua Thuấn) và diệt nước Lục.
Năm 618 TCN, nhân lúc Tấn Linh công mới lên ngôi còn nhỏ, Sở Mục vương phát quân đánh nước Trịnh. Triệu Thuẫn nước Tấn bèn hội chư hầu các nước Lỗ, Tống, Vệ, Hứa đi cứu Trịnh. Trong khi quân Tấn chưa tới thì quân Sở đã bắt được 3 tướng Trịnh. Trịnh Mục công phải xin giảng hòa. Sở Mục vương lui quân.
Năm 617 TCN Mục vương giết đại phu là Đấu Nghi Thân, rồi phong Đấu Việt Tiêu làm Lệnh doãn, cai quản quốc chính, thế lực Đấu Việt Tiêu ngày càng lớn, đến đời Sở Trang vương thì làm loạn nhằm đoạt ngôi.
Cùng năm, nhân lúc Tấn Linh công mới lên ngôi còn nhỏ, Sở Mục vương phát quân đánh nước Trịnh và Trần. Triệu Thuẫn nước Tấn bèn hội chư hầu các nước Lỗ, Tống, Vệ, Hứa đi cứu Trịnh. Trong khi quân Tấn chưa tới thì quân Sở đã bắt được 3 tướng Trịnh. Trịnh Mục công phải xin giảng hòa.
Sở Mục vương bèn hẹn vua Trịnh, Trần, Sái hội ở Quyết Lạc, rồi cùng xuất binh đánh Tống, Tống Chiêu công phải đích thân đến dâng lễ vật và hội thề với Sở.
Năm 616 TCN, Sở Mục vương lại sai Thành Đại Tâm (con Thành Đắc Thần) và Phàn Sùng đánh nước Quân. Hai tướng đánh bại quân nước Quân ở Phòng Chử, mở đất đến Tích Huyệt.
Năm 615 TCN, các nước Thư Cưu, Thư Dung không thần phục nước Sở nữa. Sở Mục vương sai Tử Khổng đánh diệt hai nước Thư Dung, Thư Cưu, rồi đánh nước Sào. Quân Sở vây nước Sào một thời gian rồi lui.
Năm 614 TCN, Sở Mục vương mất. Ông làm vua được 13 năm. Con ông là Hùng Lữ lên nối ngôi, tức là Sở Trang vương.